# Mogens Lønborg
Mogens Lønborg (født 18. juni 1952 i Flemløse) er cand.scient.pol.. Han har virket i 12 år som kommunalpolitiker i Københavns Kommune, heraf i perioden 1. januar 2006 - 31. december 2010 som borgmester for Sundheds- og Omsorgsforvaltningen i Københavns Kommune, valgt for Konservative.
Mogens Lønborg blev medlem af Konservative i 2000 og blev samme år valgt som folketingskandidat i Rødovrekredsen. Året efter blev han valgt til Københavns Borgerrepræsentation, hvor han blev gruppeformand. Ved folketingsvalget i 2001 blev han 2. suppleant og har i en kort periode været vikar i Folketinget. I 2004 skiftede han til Brønshøjkredsen, og han blev ved folketingsvalget i 2005 1. suppleant. Han blev genvalgt ved kommunalvalget senere på året og tiltrådte ved årsskiftet 2005/2006 som sundheds- og omsorgsborgmester. Han var leder af og gruppeformand for sit parti indtil 2014, hvor han ikke genopstillede til Borgerrepræsentationen.